# 塞斯海姆
塞斯海姆是德国巴登-符腾堡州的一个市镇。总面积11.48平方公里，总人口5299人，其中男性2591人，女性2708人（2011年12月31日），人口密度462人/平方公里。